# Hochwasserrisikozonierung Austria
Die Hochwasserrisikozonierung Austria, kurz HORA (heute auch Hochwasserrisikoflächen Austria), ist ein Projekt des Bundesministeriums für Landwirtschaft, Regionen und Tourismus (BMLRT) und des Versicherungsverbands (VVO) zur vollständigen Kartierung der Hochwasserrisikozonen in Österreich.

## Intention und Geschichte
Nach den Hochwässern 2002 und 2005 wurde von staatlicher Seite und den Versicherungsträgern beschlossen, das räumliche Risiko von Naturkatastrophen, insbesondere Überschwemmungen, für ganz Österreich zentral zu erfassen und aufzuarbeiten, um so die Schadenspotenziale besser abzuschätzen und bewerten zu können. Das Projekt folgt dem Richtlinienvorschlag der EU-Kommission von Anfang 2006 und nimmt die Kernforderung der EU-Hochwasserrahmenrichtlinie 2007/60/EC (HWRR) nach verstärkter Information für die Bevölkerung vorweg. Die Studie FloodRisk, die nach dem Hochwasser von 2002 erstellt wurde, hat aufgezeigt, dass „neben der Förderung des Gefahrenbewusstseins der Bevölkerung, dem Aufzeigen der Grenzen aktiver Schutzmaßnahmen und der Notwendigkeit einer angepassten Nutzung gefährdeter Räume zukünftig verstärkt auf eine Risikopartnerschaft Staat – Versicherung – Private zu setzen sein wird.“ Außerdem wurde beschlossen, Informationen zu Hagelschlag (laut Münchener Rück machen Hagelschäden 20 % aller Unwetterschäden aus) und Erdbebengefahren in einem gemeinsamen Rahmen mitzuerfassen.
Betreut wird das Programm von der Bundeswasserbauverwaltung und den jeweiligen Flussbauleitungen für die Ebenen und der Forsttechnischen Dienstes für Wildbach- und Lawinenverbauung (die.Wildbach) für die Kleingewässer des Bergraumes.
Erfasst sind Daten zu Hochwasserpegeln, -ständen entlang von insgesamt mehr als 25.000 Flusskilometern der Flüsse und Seen in Österreich, und Risiko und Jährlichkeit von Ereignissen.
Die Kartierung bildet die Basis einer flächendeckenden Erstellung einer Gefahrenkarte, die bis zum Jahr 2011 erstellt wurde. Sie soll erfassen, in welchen Bereichen „Gefährdungspotential bei Versagen der bestehenden Schutzmaßnahmen (z. B. bei einem Dammbruch) besteht“. Diese hat keine Rechtswirksamkeit, soll aber Gemeinden, Länder und Bund ein „Instrumentarium zu Optimierung und Prioritätenfestlegung im notwendigen Hochwasserschutz“ ermöglichen – dazu zählen neben Projekten des Wasserbaus auch die Einteilung der dann gültigen Gefahrenzonenplanung („roten und gelben“ Zonen, Bauverbotszonen) im Rahmen der kommunalen und landesweiten Raumordnung. Das Interesse der Versicherer liegt neben „Schärfung der Risikowahrnehmung der Bevölkerung“ in genauen Daten über die Einschätzung der Versicherbarkeit. Die Risikokarten liegen bei den Gemeinden und den Gewässerbezirken (meist an den Bezirkshauptmannschaften) auf.
Die Kosten des Projektes beliefen sich auf etwa zwei Millionen Euro. Das Projekt als Zusammenarbeit zwischen öffentlicher Hand und Privatwirtschaft ist in dieser Art „europaweit einzigartig“, und festigt die Stellung Österreichs „als europaweiter Vorreiter in Sachen Hochwasserrisikoerkennung“.
Nach den positiven Erfahrungen, die man schon bei der Lawinenkatastrophe von Galtür 1999 in Tirol mit GIS-basierten, im Ereignisfall schnell und für alle beteiligten Dienststellen und betroffenen Bürger frei zugänglichen Daten gemacht hat, war die Ausarbeitung einer Internetplattform von Beginn zentrales Anliegen des Projekts.
Die Zonierung stand ab 2006 als eHORA online und umfasste neben Grundlagen für Hochwasserwarnungen auch die zur Erdbeben- und Hagelschlagsgefährdung.
Seit dem Jahr 2014 ist die Version 2.0 von eHORA online, die eine moderne Oberfläche und mehr Informationen bietet.
Inzwischen wurde das ursprünglich auf Wasserschaden fokussierte Projekt als „digitale Gefahrenlandkarte“ zu einem umfangreichen Umweltwarndienst ausgebaut. Sie firmiert als englisch Natural Hazard Overview & Risk Assessment Austria, kurz HORA, mit der Webadresse hora.gv.at.